# Sieben Beweise
Unter dem Namen Die Sieben Beweise (arabisch: Dala’i-i-Sab’ih) gibt es zwei Werke, die als Heilige Bücher des Babismus gelten: eine lange Version auf Persisch und eine kürzere auf Arabisch.

## Hintergrund
Beide Versionen wurden vom Bab, dem Religionsstifter des Babismus, 1847 oder 1848 verfasst, als er in der Festung Maku eingekerkert war. Ein kleiner Teil dieses Werkes wurde von Habib Taherzadeh ins Englische übersetzt. Dieses Buch wurde dann vom Deutschen Bahai-Verlag ins Deutsche übersetzt. Vollständig wurden die Sieben Beweise von dem  Orientalisten A.-L.-M. Nicolas ins Französische übersetzt. Die Sieben Beweise wurden an unbekannte Empfänger geschrieben, die entweder keine Babis waren oder Babis waren, deren Glauben erschüttert wurde. Die arabische Version fasst die Sieben Beweise, die man im persischen Text findet, zusammen.

## Inhalt
Die Sieben Beweise sind eine Apologie zur Verteidigung der Ansprüche des Bab. Hierin legt er sieben Beweise vor, die seine Offenbarung begründen und ihn als Nachfolger Mohammeds und Manifestation Gottes erweisen sollen. Dabei bezieht er sich auf die Propheten Adam, Abraham, Noah, Moses, Jesus Christus und Mohammed und beschreibt die Fortschreitende Offenbarung.